# 新辛特拉
新辛特拉是西非島國佛得角的城市，也是布拉瓦島縣的首府，位於該國西南部布拉瓦島中部，主要經濟活動有農業和旅遊業，人口約1,800。